# خط اصلی بزرگ غربی
خط اصلی بزرگ غربی (به انگلیسی: Great Western Main Line) یکی از خطوط اصلی راه‌آهن در کشور بریتانیا است.
این خط که از نوع قطار تندرو است از شهر لندن شروع شده و پس از عبور از ۲۵ ایستگاه در شهر بریستول به پایان میرسد.